# Cimón de Atenas

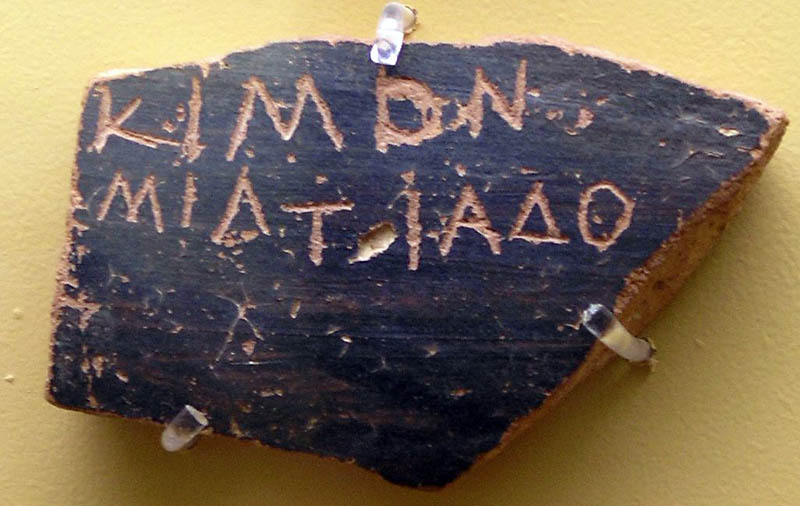
Ostraca con el nombre de Cimón.

Cimón de Atenas (en griego antiguo: Κίμων, Kímôn; n 510 - f. 450 a. C.) fue un estadista, político y general ateniense.

## Datos biográfícos
Era hijo de Milcíades, el vencedor de Maratón, y de Hegesípila, hija de Óloro, rey de los tracios sapeos o de los doloncos. Fue próxeno de Esparta en Atenas. Pericles le reprochaba con frecuencia el origen meteco de su madre.
Tuvo tres hijos con una mujer originaria de Clítor, una ciudad arcadia, según testimonia Estesímbroto de Tasos y recoge Plutarco. Al mayor lo llamó Lacedemonio por la admiración que tenía al régimen político espartano. Sus otros dos hijos se llamaban Eolo y Tésalo.
Pertenecía a la aristocrática familia de los Filaidas. Con esta familia estaba relacionado Tucídides, cuya tumba se encontraba entre las de la familia de Cimón. Fue un gran general con éxitos como las batallas de Eyón, Esciro, Caristo y Eurimedonte.
Arquelao y Melantio compusieron poemas en alabanza de Cimón.
Cornelio Nepote y Plutarco refieren que contrajo matrimonio con su hermana Elpinice, hija también de Milcíades y de madre distinta a Hegesípila. Calias, ateniense que había amasado una fortuna (quizá el mismo Calias que cita Plutarco como ladrón de gran parte del botín de Maratón) con la explotación de minas, propuso a Cimón que se la cediera por esposa, a lo que Cimón accedió para pagar la multa de cincuenta talentos heredada de Milcíades.
Las leyes de Atenas obligaban a los hijos de los ciudadanos con deudas al tesoro público a pagarlas bajo pena de perder sus derechos de ciudadano.

## Carrera política
Fue estratego repetidas veces, la primera en 478 a. C. Cimón dispuso del favor popular y también del apoyo de las grandes familias nobles, lo que le confiríó un peso importante para la conducción de las campañas militares. Aristóteles dice al respecto:

Cimón en posesión de una hacienda principesca (tyrannikên ousian, literalmente «fortuna de tirano»), en primer lugar desempeñaba las liturgias públicas con gran esplendidez, y además mantenía a muchos de los de su demo: pues todo el que quería de los Lacíadas podía ir diariamente a su casa y obtener una moderada provisión; incluso todas sus fincas estaban abiertas, para que el que quisiera podía disfrutar de la cosecha.

Como hombre de estado, abogó por una política proespartana y por la continuación de la guerra contra Persia hasta la completa liberación del Egeo y de las ciudades griegas de Asia Menor, conforme a las directrices que inspiraron la creación de la Liga de Delos.
Se opuso a la política de otros dos grandes hombres de estado atenienses, Temístocles y Pericles. En el caso de Temístocles, que defendía una política de consolidación ateniense prescindiendo de las simpatías espartanas, logró su condena al ostracismo hacia el año 471 a. C.

Frente a su política filoespartana, en su enfrentamiento con Efialtes y Pericles, se impusieron las tesis y el antilaconismo del partido democrático, encabezado por Pericles y que condujo a la condena de Cimón al ostracismo en 461 a. C. Siete años después de su destierro, en el 454 a. C., fue invitado a volver a Atenas.

## Carrera militar
Ayudó a Arístides el Justo a conseguir que los griegos de Asia menor y de las islas apoyaran a Atenas y no a Esparta, y mandó casi todas las operaciones militares de la confederación de Delos de 477 a 473 a. C. Obligó a Pausanias a abandonar Bizancio (477 a. C.), se apoderó de Eyón (476 a. C.), conquistó el valle del río Estrimón en Tracia (475 a. C.), después la isla de Esciro (475 a. C.) y persiguió a los piratas que saqueaban el mar Egeo y llevó triunfalmente a Atenas los supuestos huesos de Teseo, que estaban inhumados en Esciro. 

Este Cimón fue el primero que en galera ordenó que remasen tres remos en cada banco, inventó la vela del trinquete, y fue el primero que en la galera hizo esperón acerado.
Antonio de Guevara, Arte del Marear y de los inventores de ella: con muchos avisos para los que naveguen en ellas, Valladolid, 1539

Su primera acción militar fue una expedición contra los tracios edones, con miras a la toma en 476/475 a. C. de la ciudad de Eyón en poder de los persas y con la intención de colonizar, con el envío de diez mil colonos, el lugar llamado entonces Nueve Caminos y más tarde Anfípolis, territorio de los edones, pero fueron aniquilados por éstos y otras tribus tracias en Drabesco, también en territorio de los edones, los cuales se oponían a una fundación de tamaña envergadura en el interior, pero parece que toleraban los establecimientos costeros como Eyón. El desastre de esta expedición dio al traste con toda la empresa.
Luego sometió Esciro, isla del mar Egeo habitada por los dólopes y fundó allí una colonia. 
Hacia el 473 a. C. dirigió una expedición contra los caristios, en Eubea. Venció a las flotas fenicia y chipriota en la batalla terrestre y naval del río Eurimedonte, en Panfilia. No hay acuerdo unánime para datar esta batalla, que según unos fue en torno al 467 a. C., otros las fechan en el 466 a. C. o principios del 465 a. C. y hay quien la sitúa incluso en el 469 a. C.
También venció en una batalla naval en otoño del 465 a los tasios. 
Con el botín obtenido de estas guerras, fortificó la parte meridional de la acrópolis de Atenas.
Con 4000 hoplitas acudió Cimón hacia el 462-461 a. C. en ayuda de Esparta para luchar contra la sublevación de sus esclavos, los hilotas, que se habían refugiado en la fortaleza natural del monte Itome, en Mesenia. Esta expedición debió de tener lugar después de que Cimón hubiera regresado de Tasos y tras la finalización del proceso emprendido contra él por Pericles y otros enemigos políticos. Esta expedición sólo se entiende por la política proespartana de Cimón.
En 462-461 a. C., Atenas se alió con Argos, enemiga tradicional de Esparta, y con Tesalia, poseedora de importantes fuerzas de caballería. Alianza que puso fin a la solidaridad panhelénica que se había establecido con motivo de las guerras médicas y que supuso un profundo cambio en la política exterior de Atenas y de Esparta.
La figura de Cimón se debilitó al ser aprobadas unas reformas constitucionales de Efialtes y por el desaire espartano por el asunto del asedio de Itome. 
Tras finalizar la tregua del 466 a. C., de cinco años, entre atenienses y peloponesios por la que los atenienses renunciaban a la guerra en Grecia, Cimón emprendió en el otoño-invierno del 451 a. C., a instancias de Pericles, una expedición contra los persas para retomar Chipre. Después de una victoria inicial en Cilicia, en la que derrotó a Megabizo, puso sitio a la ciudad fenicia de Citio (la actual Lárnaca), en Chipre, donde murió de enfermedad o de una herida (450–449 a. C.).
Según Plutarco, el cuerpo de Cimón fue llevado a Atenas y enterrado en la tumba familiar. La tumba de Cimón que Nausícrates, también según Plutarco, habría visto en Citio sería un cenotafio.